# Всеросійський загальнокозачий фронтовий з'їзд (1917)
Всеросійський загальнокозачий фронтовий з'їзд 1917 (рос. Общеказачий съезд в Петрограде) — з'їзд, що відбувався 3–8 листопада (21–26 жовтня) і 13 листопада (31 жовтня) у Києві за участі 600 делегатів від козачих частин діючої російської армії і тилових гарнізонів. Більшість засідань проходила за зачиненими дверима. Делегація козачого з'їзду привітала III Всеукраїнський військовий з'їзд, який відбувся у Києві в ті дні, але делегацію українських вояків козаки на свій з'їзд не допустили. Від Генерального секретаріату УЦР козачий з'їзд привітав О.Шульгін. 7 листопада (25 жовтня) у зв'язку з подіями у Петрограді (нині Санкт-Петербург, див. Жовтнева революція 1917) з'їзд закликав козачі частини надати збройну допомогу Тимчасовому урядові. Делегати ухвалили координувати військові дії зі штабом Київського військового округу і сформувати піший козачий полк. 8 листопада (26 жовтня) роботу з'їзду перервано, а 13 листопада (31 жовтня) ухвалено перенести його роботу до м. Новочеркаськ (нині Ростовської обл., РФ). З'їзд запропонував козачим частинам зайняти нейтральну позицію щодо подій в Україні. Наступного дня делегати виїхали на Дон, де з'їзд працював до 8 грудня (25 листопада) 1917.